# 砚池河镇
砚池河镇，是中华人民共和国陕西省商洛市商州区一个已撤销的乡级行政区，2015年，陕西省民政厅批复同意撤销砚池河镇，将其所辖行政区域划归杨斜镇。